# کمپانیا انرژتیکا دی سائو پائولو
کمپانیا انرژتیکا دی سائوپائولو (به پرتغالی: Companhia Energética de São Paulo) شرکت برق برزیلی است، که در زمینه تولید، انتقال و توزیع برق، در کشور برزیل فعالیت می‌کند.
شرکت کمپانیا انرژتیکا دی سائوپائولو در سال ۱۹۶۶ راه‌اندازی شد و در حال حاضر با در اختیار داشتن ۶ نیروگاه برق‌آبی با ظرفیت نصب شده‌ای معادل ۷٫۴۵۵ مگاوات به‌عنوان سومین تولیدکننده برق برزیل، شناخته می‌شود.
دفتر مرکزی این شرکت در شهر سائوپائولو قرار دارد و سهام آن در بازار بورس سائوپائولو دادوستد می‌شود.